# Bouvincourt-en-Vermandois
Bouvincourt-en-Vermandois – miejscowość i gmina we Francji, w regionie Hauts-de-France, w departamencie Somma.
Według danych na rok 2011 gminę zamieszkiwały 154 osoby, a gęstość zaludnienia wynosiła 79 osób/km² (wśród 2293 gmin Pikardii Bouvincourt-en-Vermandois plasuje się na 852. miejscu pod względem liczby ludności, natomiast pod względem powierzchni na miejscu 1125.).